# Brunnsbotorget
Brunnsbotorget är ett torg i kvarteret 1:3 Almön i stadsdelen Backa på Hisingen i Göteborg. Torget fick sitt namn 1963 efter Villa Brunsbo vid den närbelägna järnvägsövergången, ägd av familjen Brundin. Familjen hävdar därför att stavningen med två n i Brunnsbo är felaktig. Det är en knutpunkt för kollektivtrafikens bussar med hållplatsnamnet Brunnsbo. 
Hösten 2005 gjordes en ombyggnation av infarten till torget samt av torgytan, bänkar och p-platser för att uppnå en bättre tillgänglighet för boende, handlare och besökare. Brunnsbotorget byggdes under 1960-talet, och 1964 stod centrumhuset klart, ritat av Sven Brolid Arkitektkontor AB. Brunnsbotorget förvaltas av Göteborgslokaler.
På torget ligger Brunnsbokyrkan sedan 1972. Här finns också den ursprungliga Brunnsbohallen, "en utbredd tegelbyggnad med välgjorda detaljer som murade luftintag för ventilationen kröns med ett brant sadeltak som ett stort prisma en bit indraget från fasaden. Taket ger vackert överljus till en inre hall som idag till stor del upptas av en konditoriservering. Från den centrala hallen når man sedan en större livsmedelsbutik och några mindre affärer. Rummet har en nästan sakral karaktär och konkurrerar därmed på ett märkligt sätt med den betydligt mindre elementbyggda småkyrkan som också ligger vid torget." (2001)

## Fakta om Brunnsbotorget
- Byggt: 1970
- Arkitekt: Sven Brolid SAR, Stig Hanson SAR, Walter Kiessling SAR. Sven Brolid Arkitektkontor AB
- Ombyggt: 2004-05
- Arkitekt: Losman Nädele Arkitekter